# Бруннер, Эрик
Эрик Бруннер (англ. Eric Brunner; родился 12 февраля 1986 года в Даблине, штат Огайо, США) — американский футболист, защитник.

## Клубная карьера

### Университетские команды
Бруннер окончил высшую школу Даблина в 2004 году. В том же году он поступил в Мэрилендский университет, где выступал за команду ВУЗа «Мэриленд Террапинс». В начале 2005 года он перевёлся в Университет штата Огайо в родном городе, где почти 3 года играл за «Огайо Стейт Баккейс». Во время выступлений за университетскую команду, он несколько раз попадал в сборную команду штата Огайо. Также будучи на старших курсах университета, Эрик был финалистом розыгрыша Кубка Колледжей. Во время учёбы Бруннер сыграл за «Огайо Стейт Баккейс» 89 матчей и забил 10 голов. В 2007 году он также играл за клуб Премьер-лиги развития USL «Мичиган Бакс».

### MLS

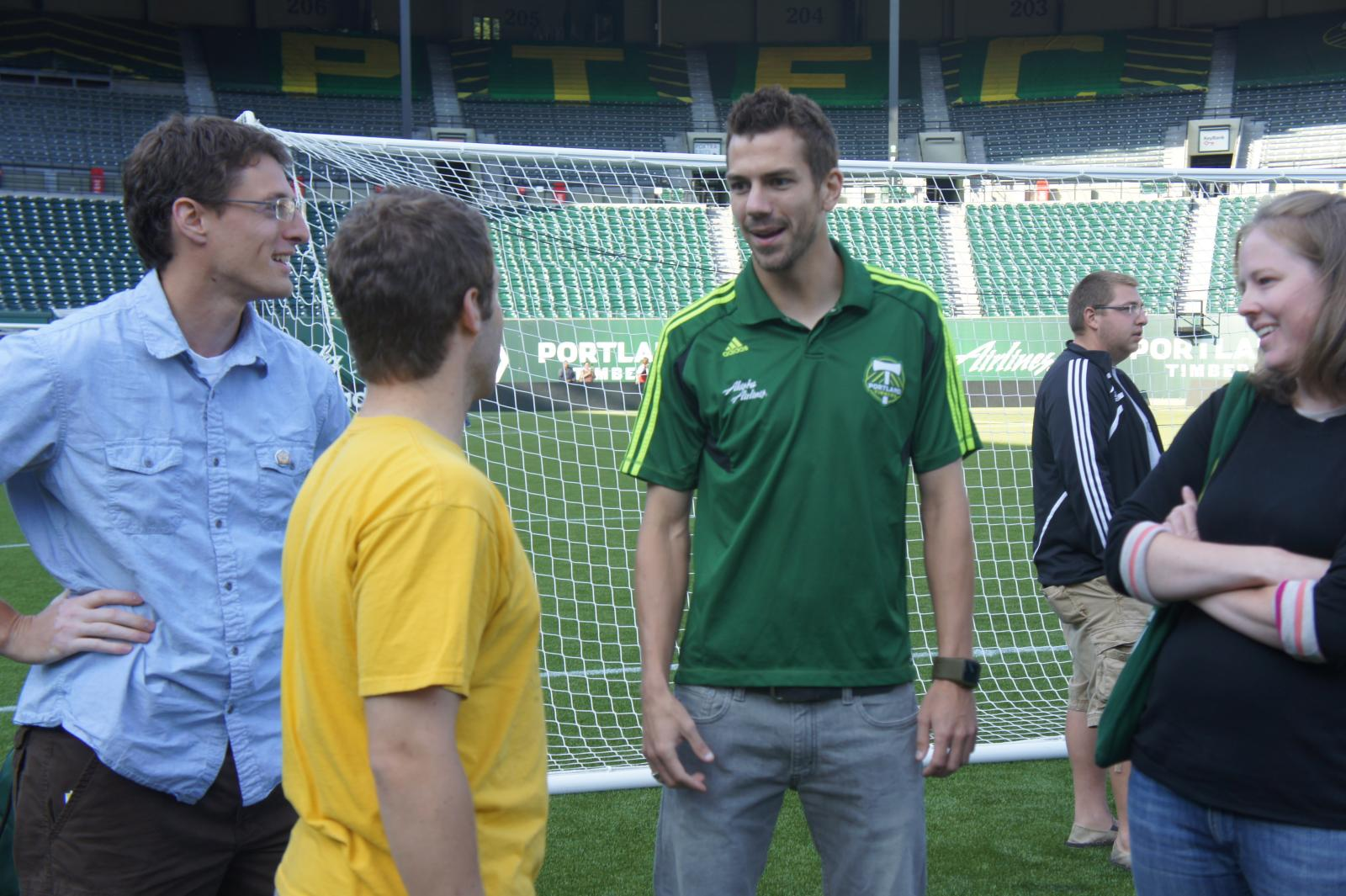
Презентация Бруннера в «Портленд Тимберс»

В 2008 году Бруннер был выбран на драфте под номером 16 командой «Нью-Йорк Ред Буллз». Клуб подписал контракт с Эриком, но после прихода Эндрю Бойенса предложил ему переход в резервный состав со снижением заработной платы. Бруннер отказался и покинул команду не сыграв за «Ред Буллз» ни минуты.
20 мая 2008 года Бруннер подписал контракт с командой первого дивизиона «Майами». 14 июня того же года Эрик дебютировал за новый клуб в матче против «Каролины Рэйлхокс», выйдя на замену за 5 минут до окончания матча. После 13 матчей в ЮСЛ, контракт Бруннера выкупил клуб MLS «Коламбус Крю».
18 марта 2009 года Эрик подписал соглашение с новой командой. 11 апреля 2009 года Бруннер дебютировал за «Крю» в матче против «Колорадо Рэпидз», а 20 июня он забил свой первый гол в поединке против «Далласа».
24 ноября 2010 года на драфте расширения MLS 2011 Эрик был выбран командой «Портленд Тимберс».
3 декабря 2012 года Бруннер был обменян в «Хьюстон Динамо» на распределительные средства.
По окончании сезона 2014 Бруннер объявил о завершении карьеры.

## Международная карьера
Бруннер попал в заявку сборной США до 23 лет на Турнир в Тулоне в 2008 году. В своем первом матче за сборную против сверстников из Турции, Эрик забил гол.

## Достижения
Командные
 «Коламбус Крю»
- MLS — MLS Supporters' Shield 2009